# Chimaeridris
Chimaeridris (лат.) — род муравьёв (Formicidae) из подсемейства Myrmicinae.

## Распространение
Тропическая Азия: Индонезия (Сулавеси) и Восточная Малайзия (Сабах, на острове Калимантан).

## Описание
Обладают крючковидно изогнутыми мандибулами, уникальным среди всех мирмицин признаком, более похожими на челюсти кочевых муравьёв рода Cheliomyrmex. Вероятно, рабовладельцы или специализированные хищники.

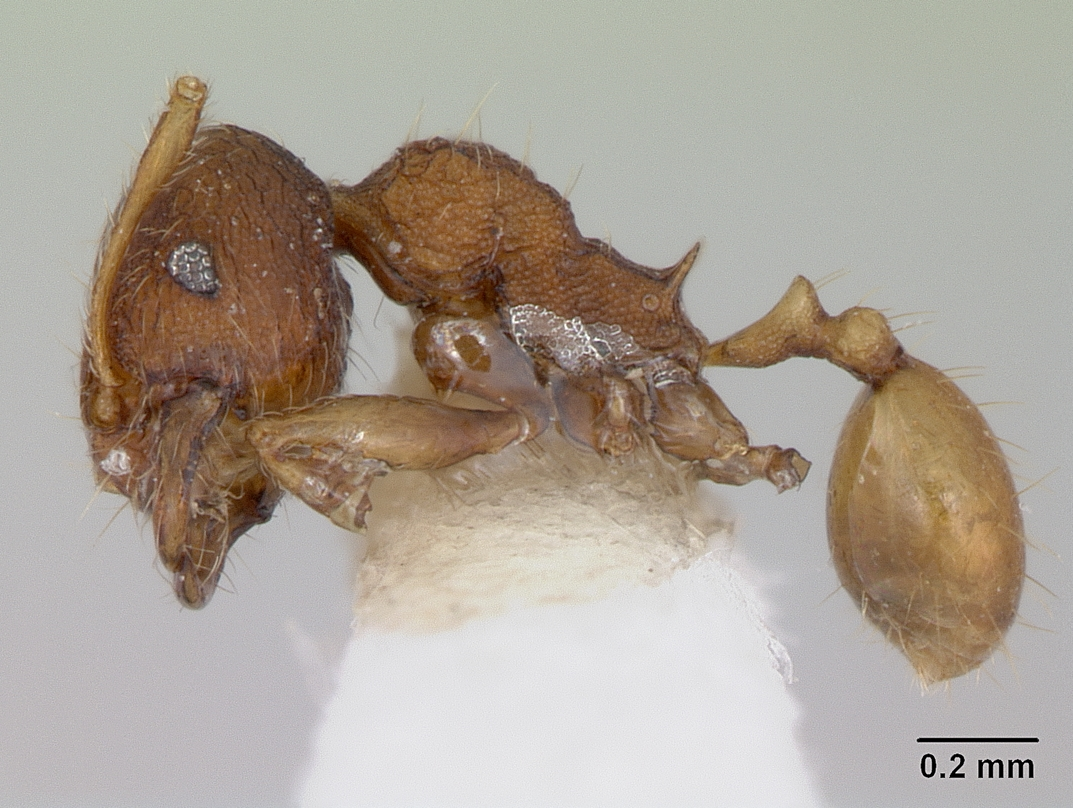
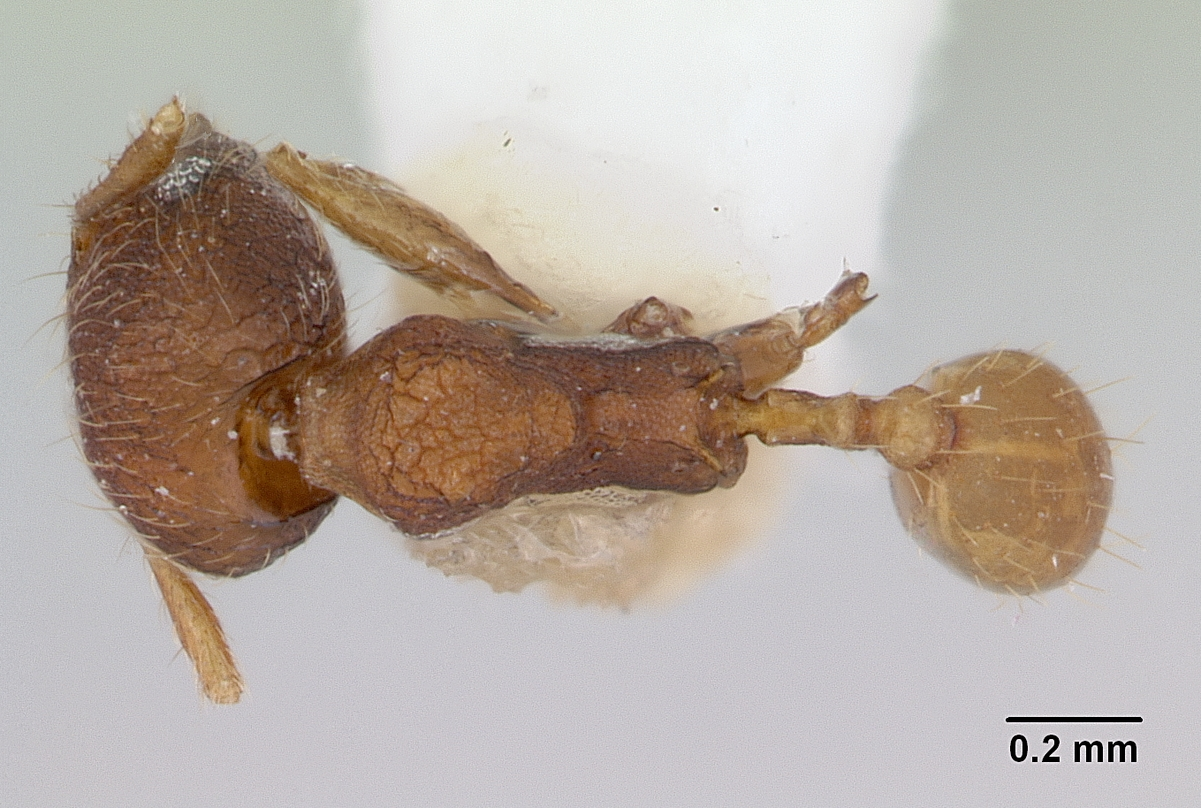

## Систематика
2 вида. Род относится к трибе Attini (ранее в Pheidolini).
- Chimaeridris boltoni E.O.Wilson, 1989 typus
- Chimaeridris burckhardti E.O.Wilson, 1989